# Ad Age
Ad Age (bis 2017 Advertising Age) ist eine US-amerikanische Marketing- und Media-Zeitschrift der Crain Communications aus Detroit.
Advertising Age wurde 1930 als Broadsheet in Chicago gegründet. Heute ist der Sitz der Herausgeberschaft der Zeitung in New York. Zusätzlich zum klassischen Abonnement der wöchentlichen Printausgabe bietet der Verlag auch digitale Varianten der Zeitschrift an. Dazu gehört die Webplattform AdAge.com inkl. eines täglichen Newsletters. Die wöchentliche Printauflage beläuft sich auf 56.000 Stück.